# Comezzano-Cizzago
Comezzano-Cizzago (lombardul: Comezà-Sizàch) település Olaszországban, Lombardia régióban, Brescia megyében. Lakosainak száma 4080 fő (2023. január 1.). Comezzano-Cizzago Castelcovati, Castrezzato, Chiari, Corzano, Orzivecchi, Pompiano, Roccafranca és Trenzano községekkel határos.

## Népesség
A település lakossága az elmúlt években az alábbi módon változott:
| Lakosok száma | 3869 | 3919 | 4080 |
|               | 2017 | 2018 | 2023 |